# Caça major

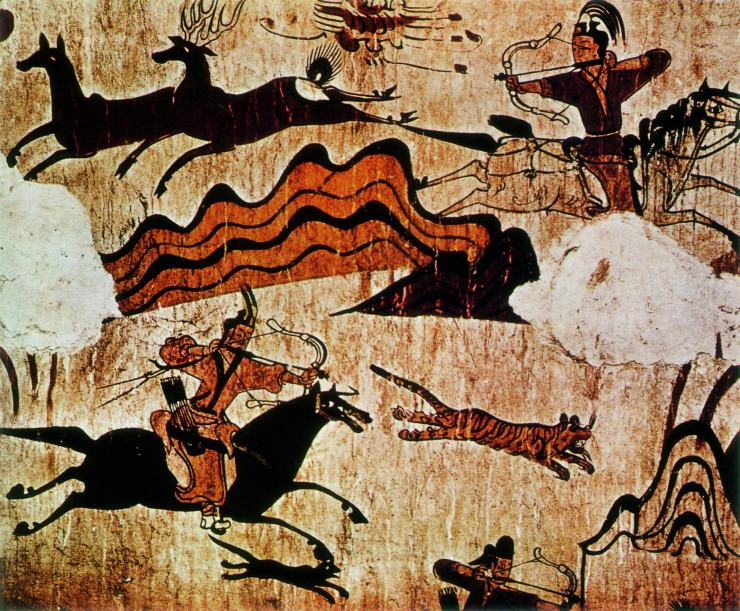
Mural coreà amb escena de caça de cérvols.

La caça major o caça de munt o caça de forest és la caça en què es persegueix qualsevol animal salvatge més gros que una guineu ordinària. De les nombroses modalitats de practicar la caça major, dues són les més comunes: l'acostament i la batuda (o caça de munteria o simplement munteria). La primera consisteix a trobar l'animal, perseguir-lo procurant no ser vist, fer l'aproximació final i disparar. La batuda és practicada per un grup de caçadors que s'ajuden en la tasca de perseguir i acorralar les peces: en general un grup d'aquests caçadors romanen en llocs fixos, a l'espera, i un altre grup, anomenat batedors, aixequen i espanten els animals cap als llocs en què es troben els primers. L'aguait (en castellà espero i el vaqueo) són modalitats de caça a l'espera consistent a esperar la peça en els llocs de pas fixos o en les menjadores per tal d'abatre-la.

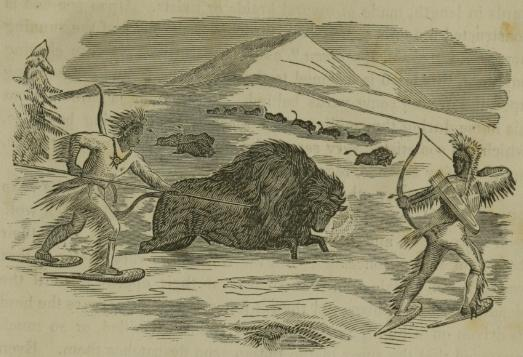
Amerindis dels Estats Units caçant bisons, il·lustració de 1855

## Munteria
Les munteries consisteixen bàsicament en dos grups de caçadors, uns se situen en diferents llocs, i els altres (normalment treballadors dels vedats) ajudats de gossos de caça, aixequen i fan fugir a les preses cap als llocs. Han existit i existeixen diferents tipus de munteria segons el territori on es porta a terme, la manera d'entendre la caça i la utilització d'unes o altres races de gossos. Normalment les preses que es cacen en munteries són cérvols (o altres cèrvids) i senglars. En certes àrees d'Espanya, com els Muntanyes de Toledo o Sierra Morena, hi ha grans vedats de caça que basen el seu negoci en les munteries.

## Veneria (?)
Així es diu la caça a cavall a peu per grups de munters perfectament organitzats. Cada grup està format pel munter major, que és el que dirigeix la cacera, els munters anomenats a França piqueurs que s'ocupen dels gossos, etc. Cadascun amb una missió concreta. Abans de començar la caça, es tria la peça, prèviament s'ha escorcollat la muntanya amb l'ajuda d'un gos per a trobar les diferents peces. El munter major fa la tria -normalment la que tingui el trofeu més valuós- i una vegada trobada comença l'atac de la gossada de gossos darrere d'aquesta. Cada canilla, dirigida per un munter, es compon per un nombre molt variable de gossos: des d'un a 40 o més. Els munters es comuniquen mitjançant les fanfàrries, les quals proporcionen un autèntic llenguatge musical. L'animal llançat, (cérvol, cabirol, daina, guineu, senglar, etc.) és assetjat i perseguit pels gossos i, en el moment que es troba esgotat -la caça pot durar unes hores o tot el dia- intervé l'home, picador o botó, que li travessa el cor amb un ganivet de caça. Una part de la carn de l'animal es lliura als gossos i normalment el peu del mateix és ofert pel munter major a un dels convidats.